# Olaparyb
Olaparyb, olaparib (łac. olaparibum) – organiczny związek chemiczny, inhibitor PARP stosowany jako lek przeciwnowotworowy u chorych z mutacją somatyczną lub dziedziczną genu BRCA1 lub BRCA2, w leczeniu podtrzymującym nawrotowego surowiczego raka jajnika o niskim stopniu zróżnicowania oraz w leczeniu HER2-ujemnego raka piersi u chorych z mutacjami BRCA1 lub BRCA2, które otrzymywały wcześniej chemioterapię zawierającą antracykliny oraz taksany w ramach kolejnej linii leczenia.

## Mechanizm działania

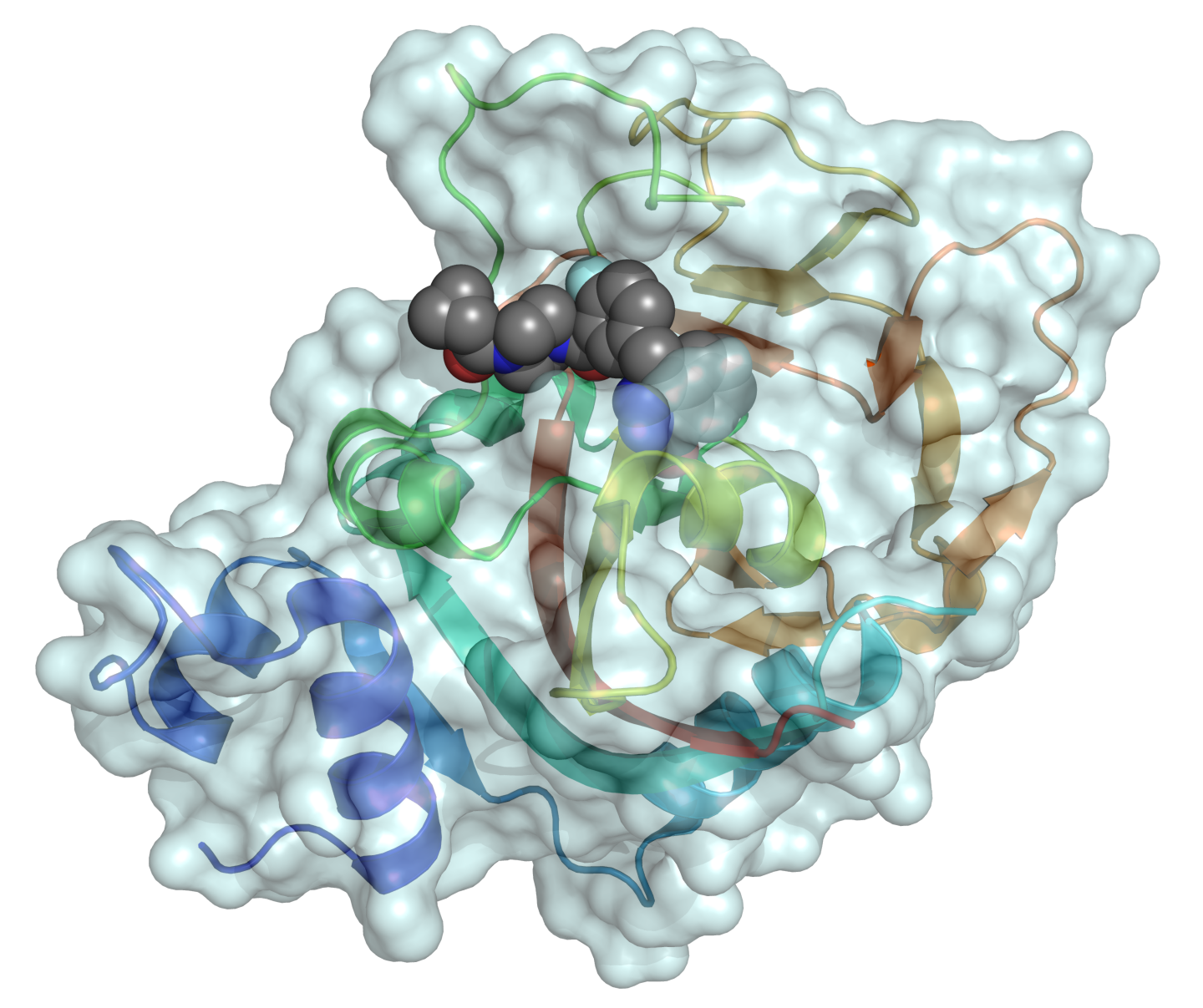
Model przedstawiający związanie się olaparybu z miejscem wiązania NAD^{+} PARP

Olaparyb jest silnym inhibitorem polimeraz poli(ADP-rybozy) (PARP). Lek powoduje zablokowanie centrum katalitycznego PARP i stabilizuje kompleksy PARP-DNA, co jest przyczyną znacznej cytotoksyczności prowadzącej do śmierci komórki nowotworowej.
Polimerazy poli(ADP-rybozy) są rodziną 18 enzymów uczestniczących w naprawie pojedynczej pękniętej nici DNA w mechanizmie wycinania pojedynczych zasad. PARP po wykryciu uszkodzenia pojedynczej nici ulega aktywacji i za pośrednictwem N-końcowego motywu palca cynkowego przyłącza się do uszkodzonej nici DNA. W następstwie związania w PARP zwiększa się aktywność centrum katalitycznego i przy użyciu NAD+ enzym wytwarza polimery poli(ADP-rybozy), co pozwala rekrutować kolejne enzymy uczestniczące w naprawie DNA i inicjować powstanie kompleksu naprawczego. PARP ulega kolejnym zmianom konformacyjnym umożliwiającym jego odłączenie od DNA i ułatwiającym dostęp do DNA kolejnym enzymom dokonującym naprawy nici poprzez wycięcie zasad.
Olaparyb powoduje zablokowanie parylacji (poli-ADP-rybozylacji) oraz w wyniku połączenia z miejscem wiązania NAD+ allosterycznie zwiększa powinowactwo N-końcowej domeny palca cynkowego do DNA. Zablokowanie aktywności katalitycznej z tworzeniem polimerów PAR uniemożliwia naprawę pęknięć pojedynczej nici DNA. Wobec wypadnięcia funkcji PARP, nienaprawione pęknięcie pojedynczej nici dwuniciowego DNA powoduje zablokowanie widełek replikacyjnych podczas replikacji materiału genetycznego, co skutkuje dwuniciowym pęknięciem DNA. Poza zablokowaniem katalitycznym PARP uniemożliwiającym naprawę uszkodzeń DNA, inhibitory PARP, niezależnie od tego mechanizmu, powodują powstanie zablokowanych kompleksów PARP1-DNA czy PARP2-DNA (mechanizm pułapkowy), które wykazują wysoką cytotoksyczność.
Dwuniciowe pęknięcie DNA w prawidłowych komórkach jest naprawiane w dwóch mechanizmach: metodą rekombinacji homologicznej (HR) oraz niehomologicznym łączeniem końców (NHEJ). W rekombinacji homologicznej biorą udział między innymi BRCA1, BRCA2, 53BP1, RAD51. U chorych z mutacjami BRCA1 lub BRCA2 występuje zatem upośledzenie rekombinacji homologicznej, co prowadzi do zależności naprawy DNA od PARP i wysokiego uwrażliwienia komórek na inhibitory PARP. W konsekwencji materiał genetyczny jest naprawiany za pomocą niehomologicznego łączenia końców, podatnego na błędy. Ostatecznie prowadzi to do niestabilności genetycznej, zatrzymania cyklu komórkowego i śmierci komórki nowotworowej.

## Wskazania
Europejska Agencja Leków zarejestrowała olaparyb do monoterapii w ramach leczenia podtrzymującego u chorych z nawrotowym platynowrażliwym surowiczym rakiem jajnika, jajowodu lub otrzewnej o niskim stopniu zróżnicowania z somatyczną lub germinalną mutacją genu BRCA, u których uzyskano całkowitą lub częściową odpowiedź na chemioterapię opartą na pochodnych platyny.
Zapisy rejestracyjne olaparybu w leczeniu raka jajnika w Stanach Zjednoczonych różnią się od europejskich. Amerykańska Agencja Żywności i Leków (FDA) zarejestrowała olaparyb w monoterapii u chorych z platynoopornym rakiem jajnika z mutacją BRCA1 lub BRCA2, które otrzymały co najmniej trzy linie chemioterapii.

## Badania kliniczne

### Rak jajnika
Skuteczność olaparybu w podtrzymującym leczeniu nawrotowego platynowrażliwego surowiczego raka jajnika o niskim stopniu zróżnicowania (wysokim stopniu złośliwości) z mutacją BRCA została oceniona w randomizowanym badaniu klinicznym II fazy STUDY 19, w którym 265 chorych losowo przedzielono do grupy przyjmującej olaparyb albo grupy przyjmującej placebo. Do badania włączono jedynie chore z platynowrażliwym lub częściowo platynowrażliwym rakiem jajnika (nawrót w ciągu 6–12 miesięcy), warunkiem włączenia było również przyjęcie co najmniej dwóch linii leczenia pochodną platyny i stwierdzenie odpowiedzi na leczenie pochodną platyny. Ocena mutacji BRCA nie była konieczna do włączenia do badania, ale ostatecznie status mutacji genu BRCA był znany u 96% badanych. Mutację BRCA germinalną lub somatyczną prezentowało 56% chorych w grupie otrzymującej olaparyb i 50% w grupie otrzymującej placebo. Pierwszorzędnym punktem końcowym badania było przeżycie wolne od progresji (PFS).
Zaobserwowano, że olaparyb w ramach leczenia podtrzymującego u chorych z mutacją BRCA znacząco poprawiał przeżycie wolne od progresji w porównaniu do placebo, które wynosiło odpowiednio 11,2 miesiąca w grupie otrzymujących olaparyb i 4,3 miesiąca w grupie z placebo. Zaobserwowano, że również chore bez mutacji BRCA odnoszą pewną korzyść z leczenia olaparybem w zakresie poprawy mediany przeżyć wolnych od progresji (7,4 miesiąca w grupie z olaparybem i 5,5 miesiąca z placebo). Stwierdzono również poprawę mediany czasu do rozpoczęcia pierwszej kolejnej terapii lub zgonu (time to first subsequent therapy or death, TFST) oraz czasu do rozpoczęcia drugiej kolejnej terapii lub zgonu (time to second subsequent therapy or death, TSST). Nie potwierdzono poprawy mediany czasu przeżycia całkowitego (OS) zarówno w ogólnej populacji badanych, jak i w grupach z bez mutacji BRCA lub BRCA.
W innym badaniu II fazy, przeprowadzonym przez Kaufmana i współpracowników, oceniono skuteczność olaparybu u chorych z germinalną mutacją BRCA1 lub BRCA2 w nawrotowych guzach litych obejmujących platynoopornego raka jajnika, także nawrotowego raka piersi po co najmniej trzech liniach leczenia, raka trzustki po wcześniejszym leczeniu gemcytabiną i raka gruczołu krokowego opornego na kastrację po co najmniej jednej linii leczenia ogólnoustrojowego. Pierwszorzędowym punktem końcowym była ocena radiologiczna odpowiedzi, drugorzędowymi punktami były odsetek odpowiedzi obiektywnych (ORR), czas przeżycia wolny od progresji (PFS), czas trwania odpowiedzi i bezpieczeństwo leczenia. W grupie z platynoopornym rakiem jajnika odpowiedź guza na leczenie stwierdzono u 31,1% leczonych. Mediana przeżycia całkowitego wynosiła 16,6 miesiąca, u 40,4% leczonych uzyskano odpowiedź osiągającą przynajmniej stabilizację choroby przez przynajmniej 8 tygodni, a mediana czasu odpowiedzi wynosiła 225 dni. Pozostałe odsetki odpowiedzi w pozostałych typach nowotworów wynosiły 12,9% w grupie z rakiem piersi, 21,7% w grupie z rakiem trzustki i 50,0% w grupie z rakiem gruczołu krokowego.

### Rak piersi
Mutacje germinalne lub somatyczne w genach BRCA1 lub BRCA2 dotyczą 5–10% przypadków raka piersi i około 15–20% przypadków dziedzicznego raka piersi. Mutacje germinalne BRCA1 często są związane z rakiem potrójnie ujemnym (ER-, PG-, HER2-), nawet w 60–80% przypadków tych nowotworów, z kolei germinalne mutacje BRCA2 często wiążą się z rakiem hormonozależnym. Skuteczność olaparybu w leczeniu przerzutowego raka piersi oceniło kilka badań klinicznych II i III fazy.

#### Badania II fazy
W badaniu II fazy ICEBERG na 54 chorych z zaawansowanym rakiem piersi z germinalną mutacją BRCA1/BRCA2 w grupie otrzymującej olaparyb w dawce 400 mg, w której około 50% leczonych miało raka potrójnie ujemnego, u 41% leczonych stwierdzono odpowiedź obiektywną (ORR). Wyniki badania przemawiają za aktywnością leku w leczeniu potrójnie ujemnego raka piersi u chorych z germinalną (dziedziczną) mutacją BRCA.
Gelson i współpracownicy w dwuośrodkowym badaniu II fazy ocenili zastosowanie olaparybu w raku jajnika oraz potrójnie ujemnym raku piersi lub raku piersi z mutacjami BRCA1/BRCA2. Do badania włączono 26 chorych na raka piersi, z czego 10 miało mutację BRCA, a 5 z tych chorych raka potrójnie ujemnego z mutacją BRCA. Nie zaobserwowano żadnych obiektywnych odpowiedzi (ORR 0%). Wyniki badania sugerują, że olaparyb nie jest skuteczny w monoterapii sporadycznego potrójnie ujemnego raka piersi u chorych bez germinalnej mutacji BRCA.
W wyżej opisanym badaniu, przeprowadzonym przez Kaufmana i współpracowników, oceniono również skuteczność olaparybu w przerzutowym raku piersi z mutacją BRCA1 lub BRCA2. W grupie 62 chorych na raka piersi zaobserwowano 12,9% odsetek odpowiedzi obiektywnych. Badanie sugeruje skuteczność olaparybu w leczeniu przerzutowego raka piersi z germinalnymi mutacjami BRCA.

#### Badania III fazy
W randomizowanym otwartym badaniu III fazy OlympiAD u chorych z przerzutowym HER2-ujemnym rakiem piersi z germinalną mutacją BRCA porównano skuteczność monoterapii olaparybem z chemioterapią kolejnej linii leczenia. Chorzy przed włączeniem do badania musieli wcześniej otrzymać chemioterapię z zastosowaniem antracykliny i taksanu i nie mogli otrzymać więcej niż 2 linie chemioterapii. W obu ramionach badania 50% chorych miało raka hormonowrażliwego oraz 50% raka potrójnie ujemnego. Pierwszorzędowym punktem końcowym badania była poprawa przeżycia wolnego od progresji (PFS), a drugorzędowymi punktami końcowymi było przeżycie całkowite (OS) oraz odsetek odpowiedzi obiektywnych (ORR). Chore losowo przypisano do grupy otrzymującej olaparyb (dawka dzienna 600 mg dziennie) w monoterapii lub otrzymującej chemioterapię według wyboru lekarza (kapecytabina, winorelbina, erybulina). W grupie otrzymującej olaparyb zaobserwowano poprawę przeżycia wolnego od progresji, które wynosiło 7,0 miesięcy w porównaniu do grupy otrzymującej placebo, gdzie wynosiło ono 4,2 miesiąca. Nie zaobserwowano istotnej statystycznie poprawy przeżycia całkowitego (19,3 miesiąca dla olaparybu oraz 19,6 miesiąca dla chemioterapii). Odsetki odpowiedzi obiektywnych wynosiły odpowiednio dla olaparybu 59,9% i chemioterapii 28,8%.
Na podstawie badania OlympiAD FDA zarejestrowała olaparyb w Stanach Zjednoczonych w leczeniu HER2-ujemnego raka piersi u chorych otrzymujących wcześniej chemioterapię w ramach leczenia neoadiuwantowego, adiuwantowego lub paliatywnego, a u chorych z dodatnimi receptorami hormonalnymi leczonych wcześniej hormonoterapią lub zdyskwalifikowane z niej.

### Rak gruczołu krokowego
Wyniki obecnych badań II fazy sugerują, że olaparyb może być aktywnym lekiem w leczeniu raka gruczołu krokowego u osób z mutacją BRCA1/BRCA2. Nie ma opublikowanych wyników badań III fazy oceniających zastosowanie olaparybu w leczeniu raka gruczołu krokowego u tych chorych. W dwuczęściowym badaniu II fazy TOPARP, w którym u 50 chorych z rakiem gruczołu krokowego opornym na kastrację oceniono odpowiedź na olaparyb, w pierwszej części badania u 33% leczonych stwierdzono obiektywną odpowiedź (druga część badania trwa i nie opublikowano jej wyników). Z kolei w badaniu II fazy, wykonanym przez Kaufmana i współpracowników, obejmującym między innymi chorych na opornego na kastrację raka gruczołu krokowego z germinalną mutacją BRCA1 lub BRCA2 zaobserwowano 50% odsetek odpowiedzi obiektywnych, mediana przeżycia wolnego od progresji wynosiła 7,2 miesiąca, a mediana przeżycia całkowitego 18,4 miesiąca.

## Przeciwwskazania
Do przeciwwskazań należą:
- nadwrażliwość na olaparyb lub substancje pomocnicze
- ciąża i karmienie piersią.

## Dawkowanie
W leczeniu podtrzymującym nawrotowego raka jajnika olaparyb przyjmuje się w dawce 400 mg dwa razy dziennie (dawka dobowa 800 mg). Leczenie rozpoczyna się w ciągu 8 tygodni od zakończenia chemioterapii opartej na pochodnej platyny.

## Farmakokinetyka
Lek przyjmuje się doustnie, maksymalne stężenie w osoczu stwierdza się po 1–3 godzinach, podanie leku wraz z pokarmem spowalnia jego tempo wchłaniania i nieznacznie zwiększa stopień wchłaniania. W osoczu w 82% jest związany z białkami osocza. Lek jest metabolizowany w wątrobie głównie przez enzym CYP3A4, nie wpływa w sposób istotny klinicznie na pozostałe enzymy cytochromu P450. Wydalany głównie z moczem, przede wszystkim w postaci niezmienionej.

## Interakcje
Nie przeprowadzono oceny wpływu silnych induktorów lub inhibitorów CYP3A4 na metabolizm olaparybu, podobnie nie można wykluczyć oddziaływania olaparybu na metabolizm innych leków.

## Działania niepożądane
Do działań niepożądanych leku należą:
- bardzo często[a]: zmniejszenie łaknienia, osłabienie, ból głowy, zawroty głowy, zaburzenia smaku, nudności, wymioty, biegunka, niestrawność, niedokrwistość, neutropenia, limfopenia, zwiększenie stężenia kreatyniny we krwi, zwiększenie średniej objętości krwinek czerwonych
- często[b]: ból w nadbrzuszu, zapalenie jamy ustnej, małopłytkowość.